# Europese kampioenschappen kunstschaatsen 1976
De Europese Kampioenschappen kunstschaatsen zijn wedstrijden die samen een jaarlijks terugkerend evenement vormen, georganiseerd door de Internationale Schaatsunie (ISU).
De kampioenschappen van 1976 vonden plaats van 13 tot en met 18 januari in Genève. Het was de tweede keer, na het EK van 1962, dat de EK Kunstschaatsen hier plaatsvonden. Het was voor de zeventiende keer dat de kampioenschappen in Zwitserland plaatsvonden. De eerdere toernooien vonden plaats in Davos (1899, 1904, 1906, 1922, 1924, 1926, 1929 en 1939 (voor de mannen), 1947 en 1959), Sankt Moritz (1931 (vrouwen en paren), 1935 en 1938 (mannen en vrouwen) en Zürich (1951, 1971),
Voor de mannen was het de 68e editie, voor de vrouwen en paren was het de 40e editie en voor de ijsdansers de 23 editie.

## Historie
De Duitse en Oostenrijkse schaatsbond, verenigd in de "Deutscher und Österreichischer Eislaufverband", organiseerden zowel het eerste EK Schaatsen voor mannen als het eerste EK Kunstschaatsen voor mannen in 1891 in Hamburg, in toen nog het Duitse Keizerrijk, nog voor het ISU in 1892 werd opgericht. De internationale schaatsbond nam in 1892 de organisatie van het EK kunstschaatsen over. In 1895 werd besloten voortaan het WK kunstschaatsen te organiseren en kwam het EK te vervallen. In 1898, na twee jaar onderbreking, vond toch weer een herstart plaats van het EK kunstschaatsen.
De vrouwen en paren zouden vanaf 1930 jaarlijks om de Europese titel strijden. De ijsdansers streden vanaf 1954 om de Europese titel in het kunstschaatsen.

## Deelname
Er namen deelnemers achttien landen deel aan deze kampioenschappen. Zij vulden het aantal van 76 startplaatsen in de vier disciplines in.
Voor Nederland nam Dianne de Leeuw voor de zesde keer, Sophie Verlaan voor de vierde keer en Anne-Marie Verlaan voor de tweede keer deel in het vrouwentoernooi.
(Tussen haakjes het totaal aantal startplaatsen over de disciplines.)
| Sovjet-Unie (10) Verenigd Koninkrijk (8) Duitse Democratische Republiek (8) West-Duitsland (7) Italië (6) Oostenrijk (6) | Tsjecho-Slowakije (5) Zwitserland (5) Frankrijk (4) Polen (4) Nederland (3) Finland (2) | Hongarije (2) Joegoslavië (2) Denemarken (1) Luxemburg (1) Noorwegen (1) Zweden (1) |

## Medaille verdeling
Bij de mannen werd John Curry de 28e man die de Europese titel veroverde en, na Graham Sharp (in 1939) de tweede Brit. Het was zijn derde medaille, in 1974 werd hij derde en in 1975 tweede. De Europees kampioen van 1975, Vladimir Kovalev, stond dit jaar op de tweede plaats, het was ook zijn tweede medaille. De nummer drie, Jan Hoffmann, stond voor de derde keer op het erepodium, in 1973 werd hij ook derde en in 1974 Europees kampioen.
Bij de vrouwen werd Dianne de Leeuw de negentiende vrouw die de Europese titel veroverde en, na Sjoukje Dijkstra (van 1960-1964), de twee Nederlandse vrouw. Het was haar derde medaille, in 1974 en 1975 werd ze tweede. Voor Anett Pötzsch op plaats twee was het de tweede keer dat ze op het erepodium stond, in 1975 werd ze derde. De drievoudig Europees kampioene (van 1973-1975), Christine Errath, eindigde dit jaar op de derde plaats. Het was haar vierde medaille.
Bij de paren veroverde het paar Irina Rodnina / Aleksandr Zajtsev voor de vierde keer in successie de Europese titel. Voor Rodnina was het haar achtste titel oprij, van 1969-1972 werd kampioen met schaatspartner Aleksej Oelanov. Het paar op plaats twee, Romy Kermer / Rolf Österreich, namen voor de derde keer plaats op het Europese erepodium, net als in 1974 en 1975 werden ze tweede. Op de derde plaats stond het debuterende paar Irina Vorobieva / Alexandr Vlasov.
Bij het ijsdansen stond voor de zevende keer drie paren uit één natie op het erepodium. Van 1954-1958 en in 1968 stonden er drie Britse paren op dit podium. Dit jaar namen drie paren uit de Sovjet-Unie erop plaats. Het paar Lyudmila Pakhomova / Alexandr Gorshkov veroverden voor de zesde keer de Europese titel, in 1970, 1971 en van 1973-1975 deden ze dit eerder. Ze stonden voor de achtste keer op het erepodium, in 1972 werden ze tweede en in 1969 derde. Irina Moiseeva / Andrei Minenkov op plaats twee stonden voor de eerste keer op het erepodium. Het derde paar, Natalja Linitsjoek / Gennadi Karponossov, stond voor de derde keer op plaats drie op het erepodium.
| Discipline | Goud                                   | Zilver                           | Brons                                    |
| ---------- | -------------------------------------- | -------------------------------- | ---------------------------------------- |
| Mannen     | John Curry                             | Vladimir Kovalev                 | Jan Hoffmann                             |
| Vrouwen    | Dianne de Leeuw                        | Anett Pötzsch                    | Christine Errath                         |
| Paren      | Irina Rodnina / Aleksandr Zajtsev      | Romy Kermer / Rolf Österreich    | Irina Vorobieva / Alexandr Vlasov        |
| IJsdansen  | Lyudmila Pakhomova / Alexandr Gorshkov | Irina Moiseeva / Andrei Minenkov | Natalja Linitsjoek / Gennadi Karponossov |

## Uitslagen
| #      | naam (deelname)            | land                                    | pc |
| ------ | -------------------------- | --------------------------------------- | -- |
| Goud   | John Curry (7)             | Vlag van Verenigd Koninkrijk            |    |
| Zilver | Vladimir Kovalev (4)       | Vlag van Sovjet-Unie                    |    |
| Brons  | Jan Hoffmann (7)           | Vlag van Duitse Democratische Republiek |    |
| 4      | Yuri Ovchinnikov (8)       | Vlag van Sovjet-Unie                    |    |
| 5      | Sergei Volkov (8)          | Vlag van Sovjet-Unie                    |    |
| 6      | Robin Cousins (4)          | Vlag van Verenigd Koninkrijk            |    |
| 7      | Zdenek Pazdirek (7)        | Vlag van Tsjechië                       |    |
| 8      | Laszlo Vajda (7)           | Vlag van Hongarije                      |    |
| 9      | Pekka Leskinen (5)         | Vlag van Finland (1918-1978)            |    |
| 10     | Ronald Koppelent (3)       | Vlag van Oostenrijk                     |    |
| 11     | Mario Liebers              | Vlag van Duitse Democratische Republiek |    |
| 12     | Miroslav Soska (2)         | Vlag van Tsjechië                       |    |
| 13     | Jean-Christophe Simond (2) | Vlag van Frankrijk                      |    |
| 14     | Glyn Jones (3)             | Vlag van Verenigd Koninkrijk            |    |
| 15     | Grezgorz Glowania          | Vlag van Polen (1928-1980)              |    |
| 16     | Gilles Beyer               | Vlag van Frankrijk                      |    |
| 17     | Gert-Walter Grabner        | Vlag van Duitsland                      |    |
| 18     | Gerhard Hubmann            | Vlag van Oostenrijk                     |    |
| 19     | Rolando Bragaglia (3)      | Vlag van Italië                         |    |
| 20     | Paul Chechmanek (3)        | Vlag van Luxemburg                      |    |
| 21     | Martin Sochor              | Vlag van Zwitserland                    |    |
| 22     | Matijaz Krusec             | Vlag van Joegoslavië (1943-1992)        |    |
| 23     | Flemming Söderquist (2)    | Vlag van Denemarken                     |    |

| #      | naam (deelname)           | land                                    | pc     |
| ------ | ------------------------- | --------------------------------------- | ------ |
| Goud   | Dianne de Leeuw (6)       | Vlag van Nederland                      |        |
| Zilver | Anett Pötzsch (4)         | Vlag van Duitse Democratische Republiek |        |
| Brons  | Christine Errath (7)      | Vlag van Duitse Democratische Republiek |        |
| 4      | Isabel de Navarre (4)     | Vlag van Duitsland                      |        |
| 5      | Susanna Driano (2)        | Vlag van Italië                         |        |
| 6      | Dagmar Lurz (2)           | Vlag van Duitsland                      |        |
| 7      | Danielle Rieder           | Vlag van Zwitserland                    |        |
| 8      | Elena Vodorezova          | Vlag van Sovjet-Unie                    |        |
| 9      | Gertie Schanderl (5)      | Vlag van Duitsland                      |        |
| 10     | Karena Richardson         | Vlag van Verenigd Koninkrijk            |        |
| 11     | Grazyna Dudek (3)         | Vlag van Polen (1928-1980)              |        |
| 12     | Hana Knapova (4)          | Vlag van Tsjechië                       |        |
| 13     | Claudia Kristofics-Binder | Vlag van Oostenrijk                     |        |
| 14     | Lotta Crispin             | Vlag van Zweden                         |        |
| 15     | Evi Köpfli (2)            | Vlag van Zwitserland                    |        |
| 16     | Marie-Claude Bierre (6)   | Vlag van Frankrijk                      |        |
| 17     | Niina Kyottinen           | Vlag van Finland (1918-1978)            |        |
| 18     | Anne-Marie Verlaan (2)    | Vlag van Nederland                      |        |
| 19     | Katja Seretti             | Vlag van Italië                         |        |
| 20     | Sophie Verlaan (4)        | Vlag van Nederland                      |        |
| 21     | Maja Zupancic             | Vlag van Joegoslavië (1943-1992)        |        |
| 22     | Bente Larsen (2)          | Vlag van Noorwegen                      |        |
| -      | Marion Weber (3)          | Vlag van Duitse Democratische Republiek | t.z.t. |

| #      | naam (deelname)                         | land                                    | pc |
| ------ | --------------------------------------- | --------------------------------------- | -- |
| Goud   | Irina Rodnina (9) Aleksandr Zajtsev (4) | Vlag van Sovjet-Unie                    |    |
| Zilver | Romy Kermer (4) Rolf Österreich (6)     | Vlag van Duitse Democratische Republiek |    |
| Brons  | Irina Vorobieva Alexandr Vlasov         | Vlag van Sovjet-Unie                    |    |
| 4      | Manuela Groß (8) Uwe Kagelmann (8)      | Vlag van Duitse Democratische Republiek |    |
| 5      | Karin Kunzle (7) Christian Kunzle (7)   | Vlag van Zwitserland                    |    |
| 6      | Kerstin Stolfig (2) Veit Kempe (2)      | Vlag van Duitse Democratische Republiek |    |
| 7      | Marina Leonidova Vladimir Bogoliubov    | Vlag van Sovjet-Unie                    |    |
| 8      | Corinna Halke (5) Eberhard Rausch (7)   | Vlag van Duitsland                      |    |
| 9      | Ursula Nemec (5) Michael Nemec (5)      | Vlag van Oostenrijk                     |    |
| 10     | Gabriele Beck Jochen Stahl              | Vlag van Duitsland                      |    |
| 11     | Erika Taylforth Colin Taylforth (4)     | Vlag van Verenigd Koninkrijk            |    |
| 12     | Ingrid Spieglova (2) Alan Spiegl (2)    | Vlag van Tsjechië                       |    |
| 13     | Gabriele Arco (2) Nicolaus Stephan (2)  | Vlag van Oostenrijk                     |    |

| #      | naam (deelname)                                  | land                         | pc |
| ------ | ------------------------------------------------ | ---------------------------- | -- |
| Goud   | Lyudmila Pakhomova (11) Aleksandr Gorschkow (10) | Vlag van Sovjet-Unie         |    |
| Zilver | Irina Moiseeva (4) Andrei Minenkov (4)           | Vlag van Sovjet-Unie         |    |
| Brons  | Natalja Linitsjoek (3) Gennadi Karponossov (7)   | Vlag van Sovjet-Unie         |    |
| 4      | Krisztina Regoczy (7) Andras Sallay (7)          | Vlag van Hongarije           |    |
| 5      | Hilary Green (7) Glyn Watts (7)                  | Vlag van Verenigd Koninkrijk |    |
| 6      | Matilde Ciccia (7) Lamberto Ceserani (7)         | Vlag van Italië              |    |
| 7      | Teresa Weyna (9) Pietr Bojanczyk (9)             | Vlag van Polen (1928-1980)   |    |
| 8      | Janet Thompson (3) Warren Maxwell (3)            | Vlag van Verenigd Koninkrijk |    |
| 9      | Eva Pestova (3) Jiri Pokorny (3)                 | Vlag van Tsjechië            |    |
| 10     | Kay Barsdell (2) Kenneth Foster (2)              | Vlag van Verenigd Koninkrijk |    |
| 11     | Susi Handschmann (2) Peter Handschmann (2)       | Vlag van Oostenrijk          |    |
| 12     | Stefania Bertele (2) Walter Cecconi (2)          | Vlag van Italië              |    |
| 13     | Marie-Joelle Michel (2) Frederic Garcin (2)      | Vlag van Frankrijk           |    |
| 14     | Isabella Rizzi (2) Luigi Freroni (2)             | Vlag van Italië              |    |
| 15     | Ewa Kolodziej (5) Tadeusz Gora (5)               | Vlag van Polen (1928-1980)   |    |
| 16     | Christina Henke (2) Udo Donsdorf (2)             | Vlag van Duitsland           |    |
| 17     | Gerda Buhler (2) Maxime Erlanger (2)             | Vlag van Zwitserland         |    |

Medaillewinnaars

Mannen · 
Vrouwen ·
Paren · 
IJsdansen

Toernooi

1891 · 
1892 · 
1893 · 
1894 · 
1895 · 
1896-1897 · 
1898 · 
1899 · 
1900 · 
1901 · 
1902-1903 · 
1904 · 
1905 · 
1906 · 
1907 · 
1908 · 
1909 · 
1910 · 
1911 · 
1912 · 
1913 · 
1914 · 
1915-1921 · 
1922 · 
1923 · 
1924 · 
1925 · 
1926 · 
1927 · 
1928 · 
1929 · 
1930 · 
1931 · 
1932 · 
1933 · 
1934 · 
1935 · 
1936 · 
1937 · 
1938 · 
1939 ·
1940-1946 · 
1947 · 
1948 · 
1949 · 
1950 · 
1951 · 
1952 · 
1953 · 
1954 · 
1955 · 
1956 · 
1957 · 
1958 · 
1959 · 
1960 · 
1961 · 
1962 · 
1963 · 
1964 · 
1965 · 
1966 · 
1967 · 
1968 · 
1969 · 
1970 · 
1971 · 
1972 · 
1973 · 
1974 · 
1975 · 
1976 · 
1977 · 
1978 · 
1979 · 
1980 · 
1981 · 
1982 · 
1983 · 
1984 · 
1985 · 
1986 · 
1987 · 
1988 · 
1989 · 
1990 · 
1991 · 
1992 · 
1993 · 
1994 · 
1995 ·
1996 · 
1997 · 
1998 · 
1999 · 
2000 · 
2001 · 
2002 · 
2003 · 
2004 · 
2005 · 
2006 ·
2007 ·
2008 ·
2009 ·
2010 ·
2011 ·
2012 ·
2013 ·
2014 ·
2015 ·
2016 ·
2017 ·
2018 ·
2019 ·
2020 ·
2021 · 
2022 · 
2023 · 
2024 · 
2025

WK kunstschaatsen ·
WK kunstschaatsen junioren ·
Viercontinentenkampioenschap ·
Olympische Spelen